# Portada/article juny 16
{\displaystyle \sum _{n=1}^{m}n(-1)^{n-1}}
És una sèrie divergent, en el sentit que la successió de les sumes parcials (1, −1, 2, −2, …) no té cap límit finit. En forma equivalent es diu que 1 − 2 + 3 − 4 + · · · no posseeix cap suma. Malgrat tot, a mitjans del segle xviii, Leonhard Euler plantejà la següent relació qualificant-la de paradoxal:
{\displaystyle 1-2+3-4+\cdots ={\frac {1}{4}}} - Vegeu informació sobre la imatge

## 1 − 2 + 3 − 4 + …
En matemàtiques, l'expressió 1 − 2 + 3 − 4 + … és una sèrie matemàtica infinita els termes de la qual són nombres enters positius, que alternen els seus signes. Utilitzant una notació matemàtica per a sumatòries, la suma dels primers m termes de la sèrie s'expressa com:
{\displaystyle \sum _{n=1}^{m}n(-1)^{n-1}}
És una sèrie divergent, en el sentit que la successió de les sumes parcials (1, −1, 2, −2, …) no té cap límit finit. En forma equivalent es diu que 1 − 2 + 3 − 4 + · · · no posseeix cap suma. Malgrat tot, a mitjans del segle xviii, Leonhard Euler plantejà la següent relació qualificant-la de paradoxal:
{\displaystyle 1-2+3-4+\cdots ={\frac {1}{4}}}